# Советское (Алтайский край)
Сове́тское — село в Алтайском крае. Административный центр Советского района и Советского сельсовета.

## География
Село находится вдоль реки Каменка, на расстоянии 205 км к юго-востоку от города Барнаул, административного центра края. До ближайшей железнодорожной станции Бийск — 47 км.

## История
В 1928 году село Грязнуха состояло из 413 хозяйств, основное население — русские. В административном отношении являлось центром Грязнухинского сельсовета Смоленского района Бийского округа Сибирского края. В 1960 году указом Президиума Верховного Совета РСФСР село переименовано в Советское.

## Население
| 1926  | 1939  | 1959  | 1970  | 1979  | 1989  |
| ----- | ----- | ----- | ----- | ----- | ----- |
| 2423  | ↗3108 | ↗3132 | ↗3510 | ↗4340 | ↗5366 |
| 1997  | 1998  | 1999  | 2000  | 2001  | 2002  |
| ↗5747 | ↘5594 | ↗5704 | ↗5871 | ↗5880 | ↘5449 |
| 2003  | 2004  | 2005  | 2006  | 2007  | 2008  |
| ↗5493 | ↘5437 | ↘5427 | ↘5377 | ↘5259 | ↗5260 |
| 2009  | 2010  | 2011  | 2012  | 2013  | 2014  |
| ↘5206 | ↗5233 | ↘5220 | ↘5155 | ↘5086 | ↘4971 |
| 2015  | 2016  | 2017  | 2018  | 2019  | 2020  |
| ↘4880 | ↘4824 | ↘4786 | ↘4731 | ↘4694 | ↘4638 |
| 2021  |       |       |       |       |       |
| ↘4634 |       |       |       |       |       |

## Инфраструктура
В селе функционируют маслосырзавод, дорожно-строительные, строительно-монтажные, торговые, бытовые предприятия, образовательная школа, библиотеки, клубы, дом культуры, детские сады, медицинские учреждения, музыкальная школа, промышленный агрохолдинг «Гудвилл».